# جسیکا جونز
جسیکا کمپل جونز (به انگلیسی: Jessica Campbell Jones) یک شخصیت خیالی ابرقهرمان در کتاب‌های کامیک منتشر شده توسط مارول کامیکس است که توسط برایان مایکل بندیس و مایکل گیدوس خلق شده‌است و برای اولین بار در شمارهٔ ۱ از مجموعه کمیک اِیلیئِس در نوامبر ۲۰۰۱ حضور پیدا کرد. جسیکا جونز کارآگاه خصوصی و ابرقهرمانی پیشین، که مالک و تنها کارمند تحقیقات خصوصی ایلیئس بود. او همراه با همسرش لوک کیج، یکی از اعضای انتقام‌جویان جدید در طی کمپین عصر قهرمانی مارول ۲۰۱۰ شد.کریستن ریتر نقش جسیکا جونز را در مجموعه‌های تلویزیونی نتفلیکس با عنوان جسیکا جونز و مدافعان ایفا کرده است.

## توانایی‌ها و قدرت‌ها
در نتیجه یک سانحه و نشت مواد شیمیایی و تماس این مواد با جسیکا، او مدت زمانی را در کما به سر برد. این حادثه منجر شد تا او دارای قدرت ابرانسانی و مقاوت در برابر آسیب‌ها و همچنین توانایی پرواز با سرعت صوت شود. حدود قدرت و استقامت او در کمیک‌ها به طور دقیق مشخص نشده است، اما او قادر است یک خودروی پلیس به وزن دو تن را به راحتی بلند کند. اما او به سختی در مقابل شلیک سمی جسیکا درو مقاومت کرد و با وجود مقاوت او در برابر آسیب‌ها، پس از مبارزه با مرد آهنی و ویژن به شدت از ناحیه ستون فقرات، گردن و بینی زخمی شد.
پس از تجربه دردناک او بدست شخصیت بد ذات پرپل من (کیل‌گِریو)، جسیکا توسط جین گری از گروه مردان ایکس دارای درجه‌ای از محافظت در مقابل توانایی دورکاری ذهن شد.
علاوه بر قدرت‌های ابرانسانی، جسیکا جونز کارآگاه و روزنامه‌نگاری خبره به‌شمار می‌رود.